# Újborlovény

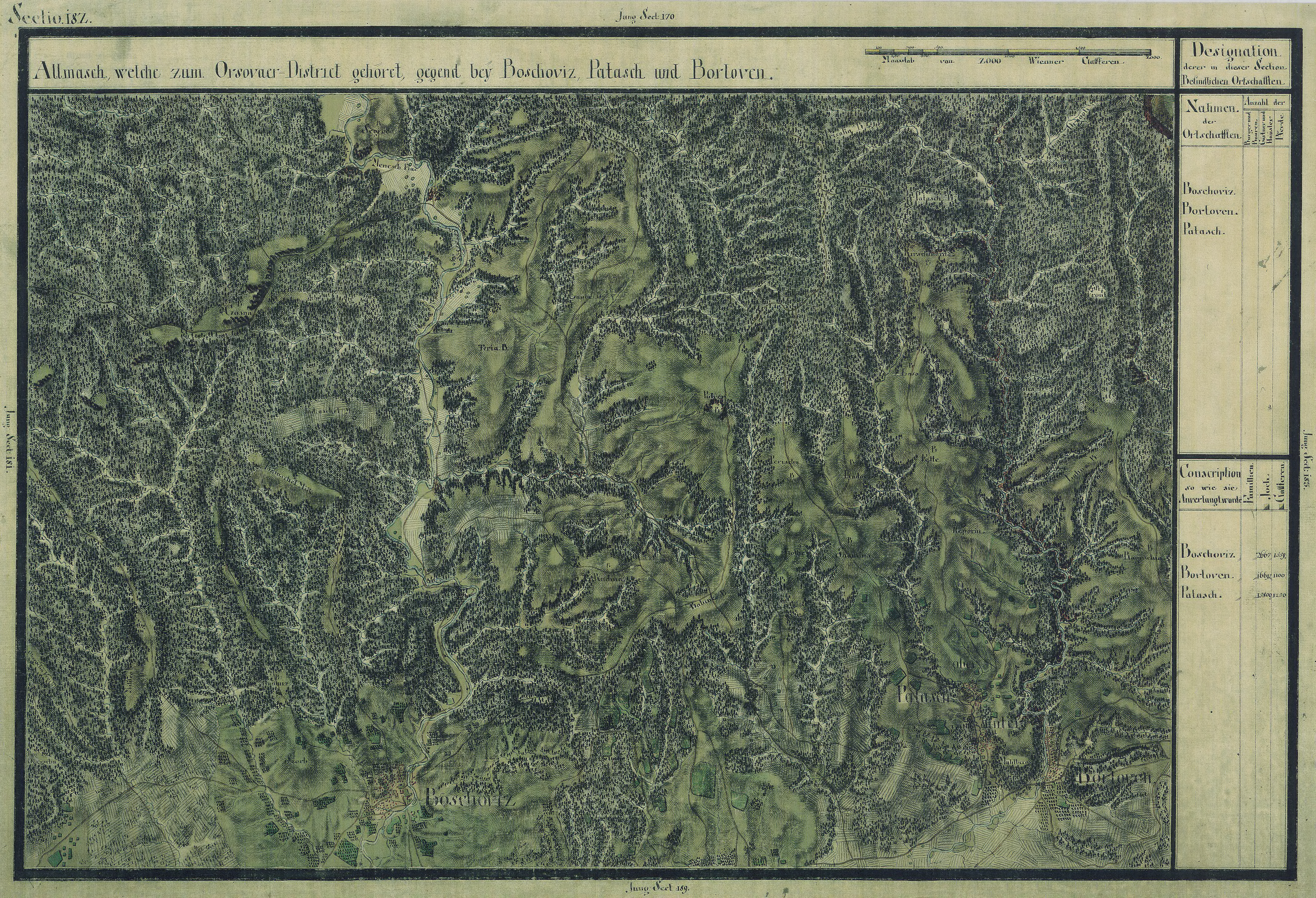
Újborlovény környéke 1769-72 között

Újborlovény (Borlovenii Noi), település Romániában, a Bánságban, Krassó-Szörény megyében.

## Fekvése
Prigortól északkeletre fekvő település.